# 8335 Sarton
8335 Sarton eller 1984 DD1 är en asteroid i huvudbältet som upptäcktes den 28 februari 1984 av den belgiske astronomen Henri Debehogne vid La Silla-observatoriet. Den är uppkallad efter kemisten George Sarton.
Asteroiden har en diameter på ungefär 4 kilometer.